# Sovjetska invazija na Poljsku
Sovjetska invazija na Poljsku, također poznata i kao Agresija SSSR-a na Poljsku, odnosno Poljska kampanja Crvene armije, Pohod Crvene armije na Zapadnu Bjelorusiju i Ukrajinu, u sovjetskim izvorima navođen i kao Oslobodilački pohod Crvene armije bile su ratne operacije koje je SSSR izveo 1939. godine protiv Republike Poljske s ciljem okupacije istočnoga dijela njezina teritorija, nakon početka njemačke invazije i Drugoga svjetskoga rata. Sovjetska invazija otpočela je 17. rujna 1939. godine, a završila 6. listopada prestankom organiziranoga otpora poljskih snaga, uspostavljanjem crte razgraničenja s njemačkim snagama, a nakon čega su područja istočno od nje anektirana u Bjelorusku i Ukrajinsku SSSR, u sastavu SSSR-a.
Početkom 1939., SSSR je ušao u pregovore s Ujedinjenim Kraljevstvom, Francuskom, Poljskom i Rumunjskom s cijem sklapanja savezništva protiv Trećega Reicha. Pregovori su propali jer je SSSR zahtijevao od Poljske i Rumunjske sovjetskim vojnicima slobodan prolaz kroz njihov teritorij kao dio ugovora o zajedničkoj sigurnosti.
Nakon propasti pregovora SSSR se okrenuo Trećem Reichu s kojim je sklopio pakt Ribbentrop-Molotov 23. kolovoza 1939. godine; to je bio pakt o nenapadanju s tajnim protokolima u kojim bi te dvije države napale druge u Istočnoj i Sjevernoj Europi, koje bi podijelile na njemačka i sovjetska interesna područja. Već tjedan dana nakon potpisivanja pakta, njemačka vojska izvršila je invaziju Poljske sa sjevera, juga i zapada. Poljske snage su se tada povukle na jugoistok gdje su se pripremale za dugu obranu i čekale na francusku i britansku pomoć i pojačanje. Međutim, 17. rujna Crvena armija izvršila je invaziju poljske istočne pokrajine Kresy, u skladu s tajnim protokolima pakta. Sovjetska vlada objavila je kako želi „zaštiti Ukrajince i Bjeloruse” koji su živjeli u istočnoj Poljskoj, jer se „Poljska raspala nakon nacističke invazije” te „nije mogla garantirati sigurnost vlastitih građana”. Suočena s otvaranjem druge bojišnice, poljska vlada je zaključila da je obrana jugoistoka postala neodrživa te je naredila hitnu evakuaciju svih vojnika u neutralnu Rumunjsku.
Crvena armija ostvarila je svoj cilj: zahvaljujući brojčanoj nadmoći nad poljskom obranom, zarobila je 230 000 poljskih ratnih zarobljenika. Sovjetska vlada anketirala je istok Poljske u studenom 1939. te je 13,5 milijuna poljskih građana tako postalo građanima Sovjetskoga Saveza. Kako bi se suzbio otpor novoj sovjetskoj vladi, provodila se represija te je tisuće osoba uhićeno i smaknuto. SSSR je poslao stotine tisuća Poljaka  u Sibir i druge udaljene krajeve SSSR-a u četiri vala deportacija između 1939. i 1941.
Sovjetske snage okupirale su istočnu Poljsku te ju držale sve do ljeta 1941., kada ih je protjerala njemačka vojska koja je pokrenula Operaciju Barbarossa. Područje je bilo pod okupacijom Trećega Reicha sve dok ga Crvena armija nije opet osvojila u ljeto 1944. Konferencija u Jalti je dopustila SSSR-u pripojiti gotovo cijeli teritorij Druge poljske republike prema paktu Molotov–Ribbentrop, dok je obnovljena Poljska zauzvrat dobila teritorij prema zapadu, južnu polovicu Istočne Pruske i prostor istočno od Odre. SSSR je odcijepljeni teritorij dodijelio Ukrajinskoj i Bjeloruskoj SSR.
U kolovozu 1945., kada je završio Drugi svjetski rat, potpisan je granični sporazum između SSSR-a i Poljske pod sovjetskim nadzorom. Prema dogovoru, priznat je status quo kao službena granica uz iznimku područja oko Białystoka i malih dijelova Galicije oko Przemyśla, koji su jedini vraćeni Poljskoj.

## Uvod

### Povijesna pozadina
I SSSR i Poljska su 1939. godine bile relativno mlade države, odnosno obje su nastale kao posljedice kolapsa Ruskog Carstva u Prvom svjetskom ratu. Određivanje granica između dva entiteta je zakomplicirao kaos izazvan etničkim sukobima na granicama ili unutar predratnih višenacionalnih carstava, kao i građanskim ratom započetim nakon Oktobarske revolucije u Rusiji; pri tome su se Sovjetska Rusija (od koje će nekoliko godina kasnije nastati SSSR) i Poljska našle na suprotstavljenim stranama, velikim dijelom iz ideoloških razloga. Sovjeti su novostvorenu poljsku državu smatrali glavnom preprekom širenju komunizma i svjetske revolucije, odnosno jednom od baza za kontrarevolucionarne i antisovjetske aktivnosti.  Poljski vođa Józef Piłsudski je, pak, sovjetsku Rusiju smatrao trajnom prijetnjom neovisnosti i sigurnosti svoje države, te ju je nastojao otkloniti postavljanjem ruskih granica što dalje na istok. Zbog toga 1919. godine nijedna strana nije prihvatila prijedlog o razgraničenju kasnije poznat kao Curzonova linija, a što je dovelo do sovjetsko-poljskog rata. U njemu su Sovjeti u ljeto 1920. godine poraženi u Varšavskoj bitci, potom odbačeni daleko na istok i u listopadu 1920. prisiljeni tražiti primirje. 18. ožujka 1921. godine sklopljen je mirovni sporazum u Rigi kojim su Sovjeti Poljacima ustupili područja koja su okvirno bila zapadno od granice Ruskog Carstva i Državne zajednice Poljske-Litvanije prije prve podjele Poljske 1772. godine. Tako stvorena situacija je 1932. godine potvrđena Sovjetsko-poljskim paktom o nenapadanju.
Sovjetski Savez je 1920.-ih formalno odustao od koncepta izvoza revolucije, te je kroz Staljinov koncept socijalizma u jednoj zemlji je nastojao svoje resurse orijentirati na unutrašnji razvoj i stabilizaciju režima. Usprkos toga, odnose između dvije zemlje je karakteriziralo duboko nepovjerenje. Pilsudski, koji je nakon puča 1926. godine bio de facto autokratski vladar Poljske, smatrao je SSSR glavnom opasnošću po opstanak svoje države; tome je u prilog išlo i to da je agresivna polonizacija ne-poljskog stanovništva u istočnim područjima stvorila iredentističku podlogu za eventualna sovjetska prisizanja, odnosno, kao u slučaju ukrajinskog stanovništva, reakcija u obliku terorističkog separatističkog pokreta OUN. Pilsudski je Njemačku, usprkos sličnih iredentističkih problema, smatrao manjom prijetnjom, te je čak dolazak Hitlerovih nacista na vlast shvatio kao priliku za reapprochement, a 1934. godine bit će potpisan i njemačko-poljski pakt o nenapadanju. Smrt Pilsudskog 1935. godine je dovela do postepenog napuštanja takve politike.

### Pregovori
Sudetska kriza je u jesen 1938. godine bila formalno okončana Münchenskim sporazumom, ali su njegove odredbe prekršene sredinom ožujka 1939. godine kada se Čehoslovačka pod Hitlerovim pritiskom raspala, odnosno bila okupirana, a nakon toga je Hitler počeo otvoreno tražiti od Poljske da preda Danzig koristeći sudetski presedan. To je britansku i francusku vladu natjeralo da odustanu od dotadašnje politike appeasementa (popuštanja) prema Njemačkoj, odnosno da daju formalne garancije nezavisnosti Poljskoj i Rumunjskoj. s druge strane, obje države su, za razliku od Njemačke, bile relativno slabo pripremljene za rat, te Poljskoj i Rumunjskoj nisu mogle pružiti adekvatnu pomoć u slučaju napada. Kao alternativa se počeo nametati savez sa SSSR-om, čija je službena politika, pogotovo posljednjih nekoliko godina, Hitlerovu Njemačku smatrala glavnom prijetnjom europskom miru.
Zbog toga je nedugo nakon njemačke okupacije Češke započelo razmjena sugestija i planove o potencijalnom političkom i vojnom sporazumu u slučaju potencijalne njemačke agresije. Poljska, s druge strane, nije sudjelovala u tim pregovorima, zbog straha da bi bilo kakav sporazum između Poljske i SSSR-a doveo do ozbiljne njemačke reakcije. Ova rasprava triju strana se vrtila oko jamstava državama Centralne i Istočne Evrope u slučaju njemačke agresije. Sovjeti nisu vjerovali Britancima i Francuzima u slučaju kolektivnog sigurnosnog sporazuma, pošto isti nisu djelovali protiv Nacionalista tijekom Španjolskog građanskog rata, niti zaštitili Čehoslovačku kada ju je napala Njemačka. SSSR je sumnjao da bi Britanija i Francuska ostali sa strane u slučaju njemačko-sovjetskog sukoba. Zbog toga, sovjetska delegacija je tražila jedino čvrsto vojno savezništvo koja bi garantirala potporu u slučaju napada na njen teritorij. SSSR je inzistirao i na sferi utjecaja od Finske do Rumunjske, kao svojevrsne "tampon zone", i vojnu potporu u slučaju da neka druga zemlja napadne SSSR ili zemlju unutar njene predložene sfere utjecaja. SSSR je također i zaheijevao da ima pravo vojskom ući u zemlje sfere utjecaja u slučaju da je njena sigurnost ugrožena. Kada su vojni pregovori otpočeli u augustu, brzo su došli do mrtve točke jer je sovjetska delegacija zahtijevala slobodan prolaz kroz Poljsku ako Treći Reich napadne, te su strane čekale dok su britanski i francuski dužnosnici vršili pritisak na poljske dužnosnike kako bi prihvatili te uvjete. Međutim, poljski dužnosnici su odbili ulazak sovjetske vojske na poljski teritorij, jer su se bojali da jednom kada Crvena amrija negdje uđe, više nikada neće htjeti otići. Sovjeti su predložili da se ignorira poljsku stranu i potpiše trojni sporazum protivno njihovim odbijanjima. Britanci su odbili jer su smatrali da bi time natjerali Poljsku da uspostavi snažnije veze s Trećim Reichom.
U međuvremenu, njemački dužnosnici su potajno sugerirali sovjetskim diplomatima da bi ponudili bolje uvjete za politički pakt od Britanije i Francuske. SSSR je započeo rasprave s Trećim Reichom oko uspostave ekonomskog sporazuma dok je istodobno dalje pregovarala s trojnim sporazumom. Krajem srpnja 1939., sovjetski i njemački dužnosnici su se dogovorili oko većine detalja za ekonomski sporazum, te o mogućem političkom sporazumu.
Sovjete je također zabrinjavao i eskalirajući oružani sukob s japanskim snagama na mongosko-kineskoj granici, koji bi u slučaju ulaska u sukob s Njemačkom doveo do rata na dvije bojišnice.
Naposljetku je 19. kolovoza 1939. godine sklopljen njemačko-sovjetski gospodarski sporazum prema kojem bi SSSR davao sirovine Trećem Reichu u zamjenu za oružje, vojnu tehnologiju i opremu za civilnu industriju. Dva dana kasnije, Sovjeti su prekinuli trojne pregovore.
24. kolovoza SSSR i Treći Reich su potpisali politički i vojni sporazum koji je pratio gospodarski sporazum, pakt Ribbentrop-Molotov. To je bio pakt o međusobnom nenapadanju SSSR-a i Trećeg Reicha, ali je sadržavao i tajne protokole o napadanju drugih država istočne i sjeverne Evrope koji bi se trebali podeliti na njemačku i sovjetsku sferu utjecaja. Sovjeti su htjeli da im sfera uključuje i ove države: Latvija, Estonija i Finska. Dogovaralo se i o zajedničkoj podjeli Poljske. Paktom bi SSSR dobio mogućnost vratiti teritorije koje je izgubio mirom u Rigi i stavio istočne i zapadne Ukrajince i Bjeloruse pod zajedničku sovjetsku vlast.
Dan nakon potpisivanja pakta, francuski i britanski diplomati su hitno tražili sastanak sa sovjetskim vojnim pregovaračem Klimentom Vorošilovom. 25. kolovoza 1939. god. Vorošilov im je priopćio: "Zbog promene političke situacije, nema postoji svrha za nastavak razgovora." Istog dana, Britanija i Poljska su potpisali anglo-poljski vojni sporazum. Prema njemu, Britanija je obećala obraniti Poljsku i njenu neovisnost.

### Njemačka invazija na Poljsku
Hitler je do posljednjeg trenutka nastojao izbjeći rat sa zapadnim saveznicima, te je 26. kolovoza predložio da se Wehrmacht stavi na raspolaganje Britancima u svrhu zaštite njihovog kolonijalnog carstva. U ponoć 29. kolovoza njemački ministar vanjskih poslova Joachim von Ribbentrop je britanskom ambasadoru Nevilleu Hendersonu dao popis uvjeta koji bi navodno osigurali mir Poljskoj. Prema njima je Poljska je trebala predati Danzig (Gdańsk) Trećem Reichu, te bi se trebao provesti referendum u poljskom koridoru do kraja godine, na temelju prebivališta iz 1919. (ne kasnije). Kada je poljski ambasador Lipski otišao da vidi Ribbentropa 30. kolovoza da mu kaže da on nema pravo takvo nešto potpisivati, Ribbentrop ga je otjerao. Treći Reich je nakon toga priopćio da je Poljska "odbila njemačku ponudu" te da su "pregovori sa Poljskom završeni". 31. kolovoza, fingiran je incident u Gleiwitzu kraj pograničnog grada Gleiwitza. To je poslužilo kao povod i izgovor za rat, te je Hitler naredio opći napad na zapadnu Poljsku 1. rujna 1939. godine u 04:45 ujutro.
Savezničke vlade su formalno poštovale svoje obaveze prema Poljskoj, te objavile rat Trećem Reichu 3. rujna 1939. godine. Time je sukob dobio svjetski karakter, a Poljaci dobili snažan poticaj za otpor napadačima. U stvarnosti se, međutim, pokazalo da Saveznici nisu imali mogućnosti, a u prvom redu niti volje Poljskoj pružiti ikakvu konkretnu pomoć.
Tijekom prvih okršaja na granici se ispostavilo da je njemačka tehnička, operativna i brojčana nadmoć takva da su poljske snage uništene, opkoljene ili prisiljene na kaotično povlačenje prema Varšavi i Lavovu. 10. rujna vrhovni poljski zapovjednik, maršal Edward Rydz-Śmigły, naredio je povlačenje prema jugoistoku zemlje, gdje se, u skladu s predratnim planovima, trebao oformiti tzv. Rumunjski mostobran.
Nakon invazije, nacisti su poticali Sovjete da ispune svoju ulogu prema paktu i napadnu Poljsku s istoka. Sovjetski ministar vanjskih poslova Vjačeslav Molotov i njemački veleposlanik Friedrich Werner von der Schulenburg su izmijenili nekoliko diplomatskih poruka ali su Sovjeti ipak odgodili invaziju tjedan dana. Uzrok kašnjenju s aktivnostima je bio nastavak borbi s Japancima, koje su okončane 15. rujna sklapanjem primirja. U međuvremenu su se snage Crvene armije mobilizirale, ali i stekle dodatnu prednost, s obzirom na to da su poljske snage kolabirale ili povučene s istočne granice kako bi se suprotstavile njemačkim napadačima.
17. rujna 1939. je Molotov je poljskom ambasadoru u Moskvi, Wacławu Grzybowskom, dao sljedeću izjavu:
Molotov je preko radija objavio da su svi sporazumi između SSSR-a i Poljske postali ništetni jer je Poljska prestala postojati. Istoga dana Crvena armija je prešla granicu i ušla u Poljsku.

## Stanje pred invaziju

### Stanje u Poljskoj na dan sovjetske invazije
Do 17. rujna 1939. godine se njemačka ofenziva na Poljsku odvijala uglavnom prema utvrđenom planu, odnosno ostvarila je zadane ciljeve. Najveći dio zapadne Poljske je, pak, pao pod njemačku kontrolu, uključujući najvažnija industrijska središta i populacijske centre, a glavni grad Varšava našao se pod njemačkom opsadom. Poljske snage su bile razbijene, a u nekim slučajevima opkoljene i uništene, odnosno prisiljene na kaotično povlačenje na istok. Poljska vlast je, s druge strane, zadržana nad šest istočnih vojvodstava, kao i na dijelovima dodatnih pet vojvodstava, odnosno pojasom površine od 140.000 km2 – oko 200 km širokim i 950 km dugim – od Zapadne Dvine do Karpata.  Poljski historičar i desničarski političar Leszek Moczulski navodi da se oko 250.000 poljskih vojnika i dalje borilo u središnjoj Poljskoj, dok se 350.000 pripremalo da brani poljski jugoistok, 35.000 je bilo sjeverno od Polesja, a 10.000 se borilo u izoliranim garnizonima Helu i Gdyniji na obali Baltika.

### Suprotstavljene snage

#### SSSR
Sovjeti su za operacije u Poljskoj mobilizirali snage uglavnom iz Bjeloruskog (BOVO) i Kijevskog vojnog okruga (KOVO), od kojih je stvoren Bjeloruska bojišnica pod komandom Mihaila Kovaljova i Ukrajinska bojišnica pod komandom Semjona Timošenka. Maršal Kliment Vorošilov preuzeo je vrhovnu poziciju zapovijedanja obiju bojišnica, tj. sveukupne sovjetske invazije na Poljsku.
Snage Bjeloruske bojišnice su bile podijeljene na Polocku grupu (kasnije preimenovanu u 3. armiju) koju su činile 3 pješačke i 1 konjička divizija, te 2 lake oklopne brigade, a podržavalo 136 aviona; Minsku grupu, koju su činile 2 divizije pješaštva i 2 konjičke divizije; Dzeržinsku grupu, koju su činile 2 pješačke i 2 konjičke divizije, te 2 tenkovske i 1 motorizirana brigada; Slucku grupu (kasnije preimenovanu u 4. armiju) pod komandom Vasilija Čujkova, koju je činilo tri pješačke divizije i dvije tenkovske brigade uz podršku Dnjeparske rječne flotile, te 10. armija (tri pješačke divizije) koja je činila drugi ešalon. Ukupno su imale 378.160 ljudi, 3.167 topnička oružja i 2.406 tenka.
Snage Ukrajinske bojišnice su bile podijeljene na Šepetovsku grupu (preimenovanu u 5. armiju) sa 6 pješačkih divizija i jednom tenkovskom brigadom; Voločiskaju grupu (preimenovanu u 6. armiju) s dvije pješačke i tri konjičke divizije, te dvije tenkovske brigade; 
Kamenec-Podoljsku grupu (na kraju preimenovanu u 12. armiju) s dvije pješačke i četiri konjičke divizije, te četiri tenkovske i jednu motoriziranu brigadu. Ukupno su imale 238.978 ljudi, 1792 artiljerijska oruđa i 2330 tenkova. Ovom invazijom SSSR je prekršio sovjetsko-poljski sporazum o nenapadanju potpisan 1932., a koji je trebao vrijediti do 1945.

#### Poljska
Tijekom najvećeg dijela predratnog razdoblja poljski planeri su Sovjete smatrali najvećom opasnošću, te je u tu svrhu izrađen tzv. Plan Istok koji je predviđao obranu istočnih područja, odnosno uložen je određen napor u utvrđivanje istočne granice. Međutim, plan s kojim se ušlo u rat protiv Njemačke je bio tzv. Plan Zapad, koji je je pretpostavljao da će SSSR ostati neutralan u slučaju izbijanja sukoba s Trećim Reichom. Prema njemu je glavnina poljskih snaga bila stacionirana na zapadnim granicama, dok je obrana istočnih granica povjerena Korpusu zaštite granice (KOP), paravojnoj formaciji koja je, iako se smatrala elitom, bila namijenjena prije svega za policijsku i kontragerilsku djelatnost te se nije mogla ravnopravno nositi s brojčano i tehnički nadmoćnijom Crvenom armijom. U trenutku početka sovjetske invazije na istočnoj granici je bilo kordonski raspoređeno oko 20 bojni KOP-a s oko 20.000 vojnika. S druge strane, u neka područja, kao što su Rovno i Tarnopol, su sa zapada pristigli dijelovi poraženih jedinica koje su se se pokušale reorganizirati.

## Vojna kampanja
Kada je SSSR pokrenuo invaziju, Rydz-Śmigły je isprva htio narediti istočnim snagama da pruže otpor, ali su ga poljski premijer Felicjan Sławoj Składkowski i poljski predsjednik Ignacy Mościcki odgovorili od toga. U 04:00 sati 17. rujna Rydz-Śmigły je naredio poljskim vojnicima da se suzdrže i jedino se bore protiv sovjetskih vojnika u samoobrani. Međutim, njemačka invazija je već toliko oštetila poljsku infrastrukturu i komunikacijske kanale da su nastali ozbiljni problemi sa zapovijedanjem i kontrolom poljskih snaga. Usred te pomutnje, dogodili su se okršaji između poljskih i sovjetskih vojnika na granici. General Wilhelm Orlik-Rückemann, koji je preuzeo nadzor nad pograničnim korpusom 30. kolovoza, nije dobio nikakve upute nakon svojeg imenovanja. Kao rezultat toga, on i njegovi podređeni su se aktivno uključili u odbrani od sovjetske najezde, prije nego što je njegova grupa ukinuta 1. listopada.
Poljska vlada se odbila predati ili pregovarati te je umjesto toga naredila svim jedinicama da se evakuiraju iz Poljske i preustroje u Francuskoj; postojala je određena mogućnost da se to učini povlačenjem preko tadašnje Poljsko-Rumunjske granice. Dan nakon sovjetskog napada, poljska vlada je pobjegla u Rumunjsku. Poljske jedinice su nastavile manevrirati prema jugoistoku i odolijevati njemačkim napadima s jedne strane i povremeno sovjetskim napadima s druge. Idućih dana, njemačke snage su pobijedile armiju Krakówa i Lublina tijekom bitke za Tomaszów Lubelski.
Sovjetske jedinice često bi srele svoje njemačke suborce kako napreduju iz suprotnog smjera. Značajni primjeri suradnje odigrali su se između Wehrmachta i Crvene armije na bojnom polju. Wehrmacht je predao tvrđavu u Brestu sovjetskoj 29. tenkovskoj brigadi, koju je zauzeo kada je 17. rujna. završila bitka za Brześć Litewski. Njemački general Heinz Guderian i sovjetski brigadir Semjon Krivošejn su 22. rujna. održali zajedničku njemačko-sovjetsku paradu u Brestu. Poljski komunisti su također izručeni njemačkim snagama. Lavov se predao 22. rujna, danima nakon što su njemački vojnici predali operaciju opsade Sovjetima koji su ju nastavili. Sovjetske snage su zauzele Vilnius 19. rujna nakon dvodnevne bitke, te su zauzeli Grodno 24. rujn nakon četiri dana boja. Do 28. rujna Crvena armija je stigla do trase Narev, Zapadni Bug, Visla i San – granica unaprijed dogovorena paktom Ribbentrop-Molotov.
Usprkos poljskoj taktičkoj pobjedi prilikom bitke kod Šacka, ishod šireg sukoba ni u jednom trenutku nije bio upitan. Dobrovoljci, milicija i jedinice u povlačenju koji su još držale glavni grad u opsadi, do 28. rujna, i utvrdu Modlin, severno od Varšave, su se predale idućeg dana nakon intenzivnih borbi u trajanju od šestnaest dana. 1. listopada sovjetske snage su potisnule poljske postrojbe u šumu nakon bitke za Wytyczno, koja je bila jedna zadnja izravna konfrontacija te kampanje. Nekoliko izoliranih poljskih garnizona je uspjelo održati svoje pozicije dugo nakon opkoljavanja, poput utvrde Sarny u Voliniji koja je izdržala sve do 25. rujna.  Zadnja jedinica poljske armije koja se predala bila je ona koju je vodio general Franciszek Kleeberg. On se predao 6. listopada nakon četverodnevne bitke kod Kocka, čime je završila rujanska kampanja. 31. listopada, Molotov je objavio Vrhovnom sovjetu: "Kratki udarac njemačke vojske, a potom i Crvene armije, bio je dovoljan da ništa ne ostane od tog ružnog stvorenja versajskog sporazuma".

## Reakcije

### Mjesne reakcije
Reakcija nepoljskih naroda samo je još zakompliciralo situaciju. Velik broj Ukrajinaca, Bjelorusa i Židova je pozdravilo sovjetsku invaziju. Mjesni komunisti su okupljali ljude da pripreme dobrodošlicu Crvenoj armiji prama tradicionalnom ruskom običaju, iznoseći kruh i sol u južnim predgrađima Bresta. Povodom ovog događaja, pripremljen je slavoluk načinjen od dva štapa, ukrađen granjem i cvećem. Natpis, na kojem je bila duga vrpca od crvene krpe s ruskim sloganom, koji veliča SSSR i pozdravlja Crvenu armiju, postavljen je na slavoluk. Mjesnu reakciju pomenuo je i Lav Mehlis, koji je Staljinu priopćio da ljudi zapadne Ukrajine pozdravljaju sovjetske vojnike "poput pravih osloboditelja". Organizacija ukrajinskih nacionalista se pobunila protiv Poljaka dok su komunistički partizani organizirali mjesne pobune, poput one u Skidalju.
1940. Aleksandar Dovženko je režirao propagandni sovjetski dokumentarni film Oslobođenje u kojem je taj proces prikazao na pozitivan način, kao ispravljanje povijesne nepravde, odnosno pripajanje većinski ukrajinskih područja matičnoj zemlji – sovjetskoj Ukrajini.

### Saveznička reakcija
Reakcija Francuske i Ujedinjenog Kraljevstva na sovjetsku invaziju i aneksiju istočne Poljske bila je prigušena, pošto nijedna od njih nije htjela konfrontaciju sa SSSR-om u to vrijeme. Anglo-poljski vojni sporazum od 25. kolovoza 1939. je obećao da će Britanija pomoći Poljskoj ako ju napadne neka europska država. Tajni protokol sporazuma je, ipak, specifično navodio da se pod "europskom državom" misli na Treći Reich. Kada je poljski veleposlanik Edward Raczyński podsjetio britanskog tajnika Edwarda Lindleyja Wooda o sporazumu, ovaj mu je odgovorio da "nisu njegova, već britanska posla objaviti rat SSSR-u ili ne". Britanski premijer Neville Chamberlain je razmišljao o davanju javne izjave o obnavljanju poljske države, ali je na kraju tek izdao općenitu osudu. Ovaj stav predstavljao je britanski pokušaj ravnoteže: njegovi sigurnosni interesi su uključivali trgovanje sa Sovjetskim Savezom koji bi podupirali britanski ratni napor i mogućnost buduće anglo-sovjetske alijanse protiv Trećeg Reicha. Javno mišljenje u Britaniji je bilo podijeljeno između bijesa zbog podupiranja invazije s jedne strane i razmišljanja da su sovjetski zahtjevi u regiji razumni.
Iako su Francuzi dali obećanja Poljskoj, među njima i zračnu potporu, nisu ih ostvarili. Francusko-poljsko vojno savezništvo je potpisano 1921. i potom izmijenjeno. Ugovore nije osobito podupirao francuski vojni vrh; odnosi između država su slabili u 1920-ima i 1930-ima. Prema francuskom stavu, njemačko-sovjetsko savezništvo je bilo krhko i preveliko osuđivanje, ili djelovanje protiv Sovjeta ne bi bilo u interesima niti Francuske niti Poljske. Jednom kada je sovjetska vojska ušla u Poljsku, Britanci i Francuzi su odlučili da ne mogu ništa kratkoročno učiniti za Poljsku nego da bi se trebali pripremati na dugoročnu borbu. Francuzi su izveli saarsku ofenzivu i ušli u Saarland u septembru, ali nakon poljskog poraza su se ponovno povukli iza Maginotove linije 4. listopada.
Neposredno nakon samih događaja Winston Churchill, tada Prvi lord admiraliteta, je u govoru preko BBC-ja 1. listopada 1939. godine izjavio:

## Ishod i posljedice
U listopadu 1939., Molotov je Vrhovnom sovjetu objavio da su Sovjeti imali 737 poginulih i 1.862 ranjenih tijekom kampanje, iako poljski povjesničari navode brojku i do 3.000 mrtvi i 8.000–10.000 ranjenih. Na poljskoj strani, 3.000–7.000 vojnika je poginulo u bitkama s Crvenom armijom, a njih između 230.000–450.000 je bilo zarobljeno. Sovjeti su često kršili obećanja o uvjetima predaje. U nekim slučajevima, obećali su poljskim vojnicima slobodu a potom ih uhitili kada bi ovi odložili oružje.
SSSR je prestao priznavati postojanje poljske države na početku invazije. Nijedna strana nije izdala formalnu objavu rata; ova je odluka ima značajne posljedice, a Smigly-Rydz će potom biti kritiziran zbog toga. Sovjeti su ubili na desetke tisuća poljskih ratnih zarobljenika, od čega nekoliko tisuća tijekom samog pohoda. 24. rujna, Sovjeti su ubili 42 pripadnika osoblja i pacijenata u poljskoj vojnoj bolnici u selu Grabowiecu, kraj Zamośća. Također su smaknuli sve poljske oficire nakon zauzimanja Šacka 28. rujna, preko 20.000 poljskih vojnih časnika i civila je masakrirano u Katinskom pokolju 1940. dok su između 10.000 i 20.000 Židova pogubili sovjetski i poljskih komunisti između 1939. i 1947. NKVD je provodio mučenje širokih razmjera nekoliko zatvora, osobito u onima u malenim gradovima.
28. rujnaa SSSR i Treći Reich su potpisali njemačko-sovjetski ugovor o prijateljstvu, suradnji i demarkaciji, čime su preinačili tajne protokole pakta Molotov–Ribbentrop. Pomaknuli su Litvu u sovjetsku sferu utjecaja - bez njenog znanja ili odobrenja - te pomaknuli granicu u Poljskoj prema istoku, čime je njemačka strana dobila više teritorija. Ovim ugovorom, koji se katkad navodi kao "četvrta podjela Poljske", SSSR je osigurao gotovo sav poljski teritorij istočno od rijeka Pisa, Narev, Bug i San. Sveukupno, sovjetski režim je dobio oko 200.000 km² poljskog područja, na kojem je živjelo 13,5 miliuna ljudi. Granica stvorena ovim ugovorom ugrubo se poklapa s Curzonovom linijom koju su iscrtali Britanci 1919., što će Staljin kasnije uspješno eksploatirati tijekom pregovora sa Saveznicima na Teheranskoj i Jaltskoj konferenciji.
Na osvojenim područjima je Crvena armija je isprva stvorila konfuziju među stanovništvom jer je širila dezinformacija da su stigli kako bi spasili Poljsku od nacista. Njihovo napredovanje je iznenadilo poljske zajednice i vođe, jer nisu dobili upute kako da reagiraju u slučaju sovjetskog napada. Poljski i židovski građani su isprva radije htjeli sovjetski nego njemački režim. Međutim, novi sovjetski režim je brzo počeo nametati svoju ideologiju mještanima. Primjerice, Sovjeti su uzimali, nacionalizirali i drugima dijelili privatnu i državnu imovinu. Dvije godine nakon aneksije, sovjetske vlasti su lišile slobode otprilike 100.000 poljskih državljana. Zbog manjka pristupa tajnim sovjetskim arhivima, kao i demografskim promjenama koje su izazvale kasnije njemačka okupacija, Holokaust i etnička čišćenja tijekom sovjetsko-njemačkog rata broj deportiranih poljskih građana u Sibir i Daleki istok, te broj žrtava represije je čest predmet nagađanja. Procjene su se kretale od 350.000 do 1.500.000 osoba deportiranih u Sibir i između 250.000 i 1.000.000 ubijenih, uključujući civile. Otvaranjem tajnih sovjetskih arhiva 1989., niže procjene su se pokazale točnima. 2009., prigodom 70. obljetnice sovjetske invazije, poljski Institut za nacionalno sjećanje je objavio da je broj deportiranih u SSSR bio 320.000 – među njima je 139.000 poslano u Sibir, 66.000 u suhe stepe Kazahstana a 78.000 u daleki istok i sjeverne regije – dok je oko 150.000 poljskih građana preminulo tijekom sovjetske vladavine.

### Bjelorusija i Ukrajina
Od 13,5 milijuna civila koji su živjeli u poljskim područjima koja je anketirao SSSR, Poljaci su bili najbrojniji; ipak, Bjelorusi i Ukrajinci su činili otprilike 50 % stanovništva.
26. rujna 1940. održani su izbori bjeloruskih i ukrajinskih skupština kako bi se aneksiji dao privid legalnosti. Ukrajinci i Bjelorusi su bili otuđeni zbog polonizacije u Poljskoj, kao i suzbijanja njihovih separatističkih pokreta, pa su osjećali malo vjernosti prema poljskoj državi. Ipak, nisu svi Bjelorusi i Ukrajinci vjerovali novom sovjetskom režimu, koji je bio odgovoran za Holodomor 1932. – 1933. Siromašni su uglavnom pozdravljali Sovjete, dok je elita imala tendenciju pridružiti se opoziciji. Sovjeti su ubrzo započeli sovjetizaciju u zapadnoj Bjelorusiji i Ukrajini, uključujući prisilnu kolektivizaciju cijele regije. U tom procesu, nemilosrdno su razbili političke stranke i javne udruge te uhapsili ili pogubili njihove vođe i predstavnike kao "neprijatelje naroda". Sovjetske vlasti su isto tako suzbijale antipoljsku Organizaciju ukrajinskih nacionalista, koja se borila protiv poljske vlade od 1920-ih; htjeli su nezavisnu, jedinstvenu Ukrajinu. Ipak, ova aneksija je postala ključan događaj u historiji Ukrajine i Bjelorusije, jer su time danas nezavisne države nakon raspada Sovjetskog Saveza uspostavile svoje današnje zapadne granice.
Službeni sovjetski stav prema Poljskoj se promijenio nakon početka njemačke invazije na SSSR u ljeto 1941. godine, zbog koje se SSSR priključio Saveznicima. 30. srpnja je u Londonu sklopljen Sporazum Sikorski-Majski kojim su Sovjeti priznali poljsku vladu u izbjeglištvu te ništavnim proglasili sve odredbe pakta Ribbentrop-Molotov. Pitanje istočne granice je, međutim, zbog njemačke okupacije ostavljeno za kasnije rješavanje. U proljeće 1943. godine je sovjetska strana prekinula odnose s poljskom izbjegličkom vladom nakon što je ova tražila nezavisnu istragu masovnih grobnica u Katinu. Umjesto toga je u Moskvi osnovana prosovjetska Unija poljskih patriota koju je vodila komunistička aktivistica Wanda Wasilewska, a od koje će u ljeto 1944. godine nastati Poljski komitet nacionalnog oslobođenja, odnosno prva vlada poratne komunističke Poljske.
Britanski premijer Winston Churchill je u ljeto 1943. godine, nakon sovjetske pobjede u kurskoj bitci, počeo prihvaćati Curzonovu liniju kao buduću istočnu granicu poljske države. Taj je stav konačno potvrđen od strane savezničke Velike trojke na konferenciji u Jalti. Njime je SSSR-u priznati da nakon završetka rata anektira gotovo cijeli teritoriju Druge poljske republike prema paktu Molotov–Ribbentrop; a obnovljena Poljska je kao kompenzaciju dobila njemačku teritorij na zapadu: južnu polovicu istočne Pruske i teritorij istočno od Odre. SSSR je anketirani teritorij dodijelio Ukrajinskoj SSR i Bjeloruskoj SSR.
U augustu 1945., nakon završteka neprijateljstava u Europi, NR Poljska i SSSR su potpisali sporazum kojim je status quo određen kao službena granica uz iznimku područja oko Białystoka i malih dijelova Galicije oko Przemyśla, koji su jedini vraćeni Poljskoj.

## Poratna tumačenja
U sovjetskoj historiografiji se invazija ocjenjivala u pravilu pozitivno. Već na samom početku je Politbiro CK KPSS operaciju nazvao "kampanjom oslobođenja", a kasnije sovjetske izjave nikada nisu skretale od tog stajališta. Iako su na Zapadu objavljivani tajni protokoli sporazuma Ribbentrop-Molotov, Sovjeti su pred vlastitom i međunarodnom javnošću negirali odnosno skrivali njihovo postojanje.
Slična je politika provođena i u poratnoj Poljskoj, odnosno sovjetska invazija se tumačila kao ispravljanje povijesne nepravde ili žrtva za koju je Poljska kompenzirana pripajanjem teritorija na zapadu. Svrha je bila očuvati savezništvo dvije države koje su pripadale Istočnom bloku. U samoj Poljskoj se negativan stav mogao pronaći jedino u ilegalnoj antikomunističkoj opoziciji ili političkoj emigraciji; jedan od primjera predstavlja protestna pjesma Ballada wrześniowa iz 1982. godine koju je napisao Jacek Kaczmarski.
Na Zapadu se, pak, pogotovo u doba hladnog rata, počeo graditi stav prema kome je sovjetska invazija predstavljala agresiju, odnosno ničime opravdano kršenje međunarodnih sporazuma i tuđeg suvereniteta, a suradnja SSSR i Njemačke koristila kao ključni argument za izjednačavanje komunizma i nacizma kao totalitarnih idelogija. Takav stav prevladava u suvremenoj Poljskoj.
Pozitivan stav prema invaziji je, s druge strane, zadržan u suvremenoj Bjelorusiji, gdje područja koje su 1939. godine okupirali Sovjeti tvore gotovo polovicu teritorija današnje države. U Ukrajini se također na posljedice sovjetske invazije gleda pozitivno, s obzirom na to da su sovjetskom aneksijom pod istu vlast prvi put nakon 1654. godine došla područja s ukrajinskim etničkim korpusom, a Zapadna Ukrajina, gdje su se kultura i nacionalna svijest razvijale bez rusifikatorskih pritisaka, došla u priliku da utiče na razvoj ukrajinske nacionalne svijesti i kulture. Takav stav, između ostalih, iznosi ukrajinski povjesničar Orest Subteljnij.
Nakon završetka hladnog rata se, s druge strane, među dijelom historičara, ali i mnogim sovjetskim apologetima, počeo širiti stav da je sovjetska invazija na Poljsku bila "iznuđen", odnosno u svjetlu kasnijih događaja ispravan potez; na način kako je odmah nakon invazije govorio Winston Churchill. Pri tome se najviše navodi argument da je u trenutku invazije Poljska bila osuđena na propast i njemačku okupaciju - stav koji danas žestoko osporava dio poljskih historičara i nacionalističkih političara - te da su Sovjeti mogli birati između intervencije i toga da Nijemci okupiraju cijelu Poljsku i steknu mogućnost u buduću invaziju krenuti 200–250 km istočnije nego što su to učinili 1941. godine.